# Nat Love
Nat Love (Comtat de Davidson, Tennessee, 1854 – Los Angeles, 1921) va ser un cowboy afroamericà i antic esclau en el període posterior a la guerra civil nord-americana. Les seves gestes l'han convertit en un dels herois negres més famosos del Vell Oest.

## Primers anys de vida
Love va néixer com a esclau en la plantació de Robert Love al Comtat de Davidson, Tennessee, al voltant de 1854. El seu pare era un capatàs d'esclaus en els camps de la plantació i la seva mare era l'encarregada de la cuina. Love tenia dos germans: una germana gran, Sally, i un germà gran, Jordan. Malgrat els estatuts de l'era d'esclavitud que prohibien l'alfabetització negra, va aprendre a llegir i escriure de petit amb l'ajuda del seu pare, Sampson. Quan va acabar l'esclavitud, els pares de Love es van quedar a la plantació de Love com a masovers, intentant cultivar tabac i blat de moro en aproximadament 20 acres, però Sampson va morir poc després que se sembrés la segona collita. Posteriorment, Nat va prendre un segon treball treballant en una granja local per ajudar a arribar a final de mes. Al voltant d'aquest temps, es va notar que tenia un do per entrenador de cavalls. Després d'haver treballat a la zona, va guanyar un cavall en un sorteig, que després el va vendre al propietari per 50 dòlars. Va utilitzar els diners per sortir de la ciutat i, als 16 anys, es va dirigir a l'oest dels Estats Units.

## Vida com a cowboy
Love va viatjar a Dodge City, Kansas, on va trobar treball com a cowboy amb conductors de bestiar bovins del Ranxo Duval (situat al riu Palo Duro a Texas Panhandle). Segons la seva autobiografia, Love va lluitar contra els lladres de bestiar i va suportar les inclemències del temps. Es va entrenar per esdevenir un expert tirador i cowboy, de manera que va obtenir dels seus companys de treball el sobrenom de "Red River Dick". El 1872, Love es va traslladar a Arizona, on va trobar feina al Ranxo Gallinger situat al llarg del riu Gila. Va escriure en la seva autobiografia que, mentre treballava les unitats de bestiar a Arizona, va conèixer a Pat Garrett, Bat Masterson, Billy el Nen i altres.

### "Deadwood Dick"
Després d'haver conduït un ramat de bestiar a la capçalera ferroviària a Deadwood, Territori de Dakota, va entrar en un rodeu el 4 de juliol de 1876, atret pel premi de 200 dòlars. Va guanyar els concursos de corda, tir, corbata, brida, cadira de muntar i bronco. Va ser en aquest rodeu que reivindica amics i fans que li van donar el sobrenom de "Deadwood Dick". una referència a un personatge literari creat per Edward Lytton Wheeler, el millor novel·lista de l'època.

### Captura i fuita
A l'octubre de 1877, Love escriu que va ser capturat per una banda d'indis Pima mentre es trobava al costat del riu Gila, a Arizona. Encara que va afirmar haver rebut més de 14 ferides de bala en la seva carrera (amb diverses rebudes en la seva baralla amb els nadius americans mentre tractava d'evitar la captura), Love va escriure que la seva vida es va salvar perquè els indis van respectar la seva herència, una gran part de la banda era de sang barrejada. La banda de nadius americans el va cuidar fins a recuperar la salut, desitjant adoptar a la tribu. Finalment, Love escriu, va robar un poni i va escapar a l'oest de Texas.
Mounted on my horse my ... lariat near my hand, and my trusty guns in my belt ... I felt like I could defy the world.

## La vida després de ser cowboy
Love va decidir que havia de deixar la vida de cowboy. Es va casar amb la seva dona Alice el 1889 i es va establir inicialment a Denver, prendre un treball en 1890 com un assistent de vagons, que implicava la supervisió de cotxes-llit al ferrocarril de Denver i Río Grande. Mentre treballava per al ferrocarril, ell i la seva família residien a diversos estats de l'oest dels Estats Units, abans de traslladar-se finalment al sud de Califòrnia.
El 1907 va escriure la seva autobiografia, "Life and Adventures of Nat Love", que va millorar enormement el seu llegat. Love va passar l'última part de la seva vida com a missatger i guàrdia per a una companyia de valors de Los Angeles. Va morir allí el 1921, a l'edat de 67 anys.

## En la cultura popular

### Publicació
Joe R. Lansdale va utilitzar Love en les novel·les Nine Hide and Horns, que es va publicar a l'antologia Subterranean Online (2009) i Soldierin, publicada a l'antologia Warriors (2010), a la novel·la Black Hat Jack (2014) i la novel·la Paradise Sky (2015). El 2018, l'editorial italiana Sergio Bonelli Editore va adaptar les històries de Lansdale a la sèrie de còmics "Deadwood Dick", amb guions de Michele Masiero, Maurizio Colombo i Mauro Boselli i dibuixats per Corrado Mastantuono, Pasquale Frisenda i Stefano Andreucci.

### Pel·lícula
En el telefilm, The Cherokee Kid (1996), Nat Love és interpretat per Ernie Hudson. A They Die by Dawn (2013), Love és interpretat per Michael K. Williams. A Love on the range, Nat Love és interpretat per Xavier Carnegie.